# 2024年伊朗袭击埃尔比勒
2024年伊朗袭击埃尔比勒是指2024年1月15日晚，伊朗朝伊拉克北部伊拉克库尔德斯坦首府阿尔贝拉发射了六枚Fateh-110弹道导弹（伊朗方面聲稱發射了11枚），造成四人死亡、十七人受伤，其中包括當地一家房地产开发公司的首席执行官。艾比爾國際機場受此影響暂时关闭。此外，堅定決心行動聯軍还在机场附近击落三架无人机。
襲擊發生後，伊朗伊斯兰革命卫队表示，他們對“摩薩德间谍”总部發動了襲擊。伊朗伊斯兰革命卫队還表示，他們還對叙利亚西北部的伊德利卜省發射了13枚導彈，其中的四枚導彈射向了伊斯兰国武装。 

## 背景
2024年1月3日，伊朗克尔曼的卡西姆·苏莱曼尼墓地舉辦卡西姆·苏莱曼尼遇難4週年紀念活動時發生克尔曼爆炸事件，造成至少94人死亡、284人受伤。伊斯兰国声称对此次袭击负责。
伊朗最高领袖阿里·哈梅內伊表示將對兇手展開報復。

## 回應
伊拉克政府表示伊朗此次襲擊公然违反了伊朗和伊拉克之間達成的协议。伊拉克国家安全顾问否認伊拉克库尔德自治区设有摩萨德机构。伊拉克宣布召回驻伊朗大使。伊拉克還就伊朗袭击向联合国提出申诉。此外，伊拉克库尔德自治区政府呼吁伊拉克政府和国际社会不要对伊朗的袭击保持沉默。伊拉克库尔德自治区政府总理马斯罗尔·巴尔扎尼取消了原定在世界经济论坛期间与伊朗外交部长阿卜杜拉希扬的会面计划。